# Unión y Fuerza
Unión y Fuerza es una localidad del municipio de Huimanguillo ubicado en la subregión de la Chontalpa del estado mexicano de Tabasco.

## Historia
La localidad fue creada después de haberse desfusionado de Caobanal 1.ª Sección (Mezcalapa) el 15 de mayo de 2012.

## Geografía
La localidad de Unión y Fuerza se sitúa en las coordenadas geográficas 17°39′49″N 93°24′20″O / 17.663741, -93.405419, a una elevación de 34 metros sobre el nivel del mar.

## Demografía
Según el Conteo de Población y Vivienda 2020, efectuado por el Instituto Nacional de Estadística y Geografía, la localidad de Unión y Fuerza tiene 206 habitantes, de los cuales 107 son del sexo masculino y 99 del sexo femenino. Su tasa de fecundidad es de 2.88 hijos por mujer y tiene 53 viviendas particulares habitadas.